# Enumeratio Seminum Horti Regii Botanici Taurinensis
Enumeratio Seminum Horti Regii Botanici Taurinensis (abreviado Index Seminum (Turin).) es un libro con ilustraciones y descripciones botánicas que fue escrito por el médico, botánico, briólogo y algólogo italiano Giuseppe Giacinto Moris y publicado en Turin en los años 1829-1873.